# أولاد بوبكر
جماعة أولاد بوبكر جماعة قروية تابعة لقبيلة مطالسة الريفية الأمازيغية بإقليم الدريوش وتتموقع في وسط جنوب هذا الإقليم في شمال المغرب. تحد شرقا من كلا الجماعتين تيزضوضين وأفسو التابعتين لقبيلة آيت بويحيي ومن الغرب بجماعة الدريوش وجماعة عين الزهرة أما من الجنوب فتحد بجماعة ساكا الواقعة في إقليم تازة. يبلغ عدد سكان الجماعة 8,054 نسمة حسب إحصاء سنة 2014.

## التقسيم الإداري
من بين القرى والدواوير المكونة لجماعة أولاد بوبكر نجد:
بني وكيل أولاد ثانوت